# جيمس لويد أبوت جونيور
جيمس لويد أبوت جونيور (بالإنجليزية: James Lloyd Abbot, Jr.)‏ هو ضابط أمريكي، ولد في 26 يونيو 1918 في موبيل في الولايات المتحدة، وتوفي في 10 أغسطس 2012 في الإسكندرية في الولايات المتحدة.